# Karlshamn
Karlshamn je grad i središte istoimene općine u švedskoj županiji Blekinge. Grad je osnovao kralj Charles X Gustav 1664. godine

## Zemljopis
Grad se nalazi u južnoj Švedskoj na obali Baltičkog mora i rijeke Mieån.

## Stanovništvo
Prema podacima o broju stanovnika iz 2005. godine u gradu živi 18.768 stanovnika.

## Vanjske poveznice
- Službene stranice grada

### Ostali projekti
|  | Zajednički poslužitelj ima još gradiva o temi Karlshamn |